# Damian Luca
Gheorghe Drăghici, mai cunoscut ca Damian Luca, (n. 18 iulie 1936, București, România) este un cunoscut naist și muzician virtuoz din România. Este nepotul renumitului naist Fănică Luca.

## Biografie
S-a născut la 18 iulie 1936 în București, într-o familie de muzicieni. La inițiativa unchiului său, vestitul naist Fănică Luca, a fost primit la vârsta de 13 ani, în clasa de nai a Școlii de muzică nr. 1 din București (actualul Liceu Dinu Lipatti).
Încă din adolescență a participat la concursurile Festivalurilor Mondiale ale Tineretului și Studenților pentru Pace și Prietenie de la Berlin (1951), București (1953), Varșovia (1955) și Moscova (1957), dobândind titlul de laureat. 
Fanică Luca fiind unul din cei mai buni naiști români, a primit din partea conducerii statului, mai exact din partea lui Gheorghe Gheorghiu-Dej, un post de profesor de nai. Damian Luca a terminat studiile la Liceul de Muzică ca cel mai bun elev din clasa, avându-i colegi pe alți viitori mari naiști precum Gheorghe Zamfir, Constantin Dobre, Damian Cârlănaru, Radu Simion sau Simion Stanciu.
Este apoi angajat imediat la Orchestra Barbu Lăutaru dirijată la acea vreme de Nicu Stănescu și Ionel Budișteanu. Cu această orchestră a participat la numeroase festivaluri și concursuri din țările socialiste: Ungaria, Bulgaria, Polonia, Republica Cehă. La Festivalul Internațional de la Jeunesse, a fost distins cu patru medalii.
Cu aceeași orchestră a efectuat turnee de gală în Austria, Finlanda și Republica Federală Germania. Printre cele mai importante momente din cariera sa sunt, probabil, aparițiile la restaurantul Olympia din Paris în 1956. În acest timp, a efectuat mai multe apariții la televiziune, urmat de spectacole la televiziunea din BBC din Londra. 
Cu Rapsodia Română, un alt ansamblu folcloric românesc de renume internațional, Damian Luca a efectuat numeroase turnee in Statele Unite, cel mai important fiind cel din 1962. Acest lucru a dus la o invitație de la Ed Sullivan Show. 
Performanțele sale din 1963 cu ocazia turneelor din Belgia, inclusiv la Opera din Bruxelles, Olanda, Germania, Austria, Franța și Danemarca, precum și numeroasele sale apariții în SUA și Canada au contribuit la popularizarea sa în întreaga lume. În 1963, la întoarcerea sa cu Ansamblului Rapsodia Română dintr-un turneu în Belgia și Olanda, i s-a acordat titlul de Artist Emerit al R.P.R.
În 1966, susține 31 de spectacole în Israel, cu Ansamblul Miorița, condus de Ionel Budișteanu.
La invitația Ministerului Culturii din Statele Unite, Damian Luca a predat la Universitatea din Washington, Seattle, într-o clasă de aproximativ 20 de studenți. A efectuat înregistrări în diferite țări europene și a colaborat cu celebrul chitarist belgian Francis Goya.
În prezent este stabilit în Bruxelles, Belgia.

## Distincții
- titlul de Artist Emerit al Republicii Populare Romîne (31 decembrie 1962) „pentru activitate îndelungată artistică și organizatorică, pentru succesele remarcabile obținute în țară și peste hotare în popularizarea muzicii și dansului folcloric romînesc, precum și pentru contribuția adusă la realizarea înaltei calități artistice a spectacolului prezentat de Ansamblul folcloric «Rapsodia Romînă» în turneul întreprins în Statele Unite ale Americii în anul 1962”[1]